# 성 대결
게임 이론에서 성 대결(性 對決)은 두 남녀의 선호 체계가 다르고 또한 상충되는 경우를 가정하는 게임 상황이다. 바흐 또는 스트라빈스키(Bach or Stravinsky)라고도 한다.
예를 들어한 커플이 여자는 오페라를 보러가는 것을 선호하고 남자는 축구 경기를 보러가는 것을 선호할 경우, 다음과 같은 payoff 행렬로 나타날 수 있다.
|        | 오페라 | 축구 |
| ------ | ------ | ---- |
| 오페라 | 3, 2   | 0, 0 |
| 축구   | 0, 0   | 2, 3 |

앞에 있는 숫자는 여성의 선호도를 나타내고 뒤에 있는 숫자는 남성의 선호도를 나타낸다. 둘 다 오페라를 보러가는 경우 여자는 3의 payoff를 남자는 2의 payoff를 가진다. 마찬가지로 둘다 축구를 보러가는 경우 여자는 2, 남자는 3의 payoff를 가진다. 하지만 여자는 오페라를 선호하고 남자는 축구를 선호한다고 해서, 여자는 오페라를 보고 남자는 축구를 보러간다면 둘에겐 데이트를 하는 의미가 사라지기 때문에 payoff는 둘다 0이 된다.